# 카자흐스탄 공군
카자흐스탄 공군(카자흐어: Қазақстан Әуе қорғаныс күштері; 러시아어: Силы воздушной обороны Казахстана)은 카자흐스탄군의 항공전 부서이다. 그들의 책임은 카자흐스탄 영공을 보호하는 것뿐만 아니라 국군의 다른 부서를 지원하는 전투 임무를 포함한다. 공군의 공식 휴일은 8월 18일 항공의 날이다.
방공군 탈갓 비겔디노프 군사연구소는 헝가리, 키르기스스탄, 아프가니스탄 등 외국에서 온 사관생도들을 훈련시킨 공군의 유일한 교육기관이다.

## 역사

### 소련 시대
중앙아시아 군구의 첫 형성에서 그것은 M.P. 카리토노프 소장이 이끄는 소련 공군 분구를 운영하였다. 그것은 제2차 세계 대전 동안 40년대 초반과 중반에 운영되었고, 카자흐스탄 SSR의 영토에 기반을 둔 공군 여단으로 구성되었다. 중앙아시아 군구는 투르키스탄 군관구로부터 카자흐스탄 SSR, 키르기스스탄 SSR, 타지키스탄 SSR의 영토를 분할함으로써 소련과 중화인민공화국 사이의 증가된 적대감과 관련하여 1969년에 복구되었다. 제73항공군은 1980년부터 1988년까지 중앙아시아 군구의 공군으로 알려져 있던 이 지역을 위해 모든 항공 지원을 제공하였다. 방공 또한 제12 및 제14방공군에 의해 제공되었다. 1989년에 이 군구는 해체되었고, 다시 투르키스탄 MD로 합병되었다. 이것은 제73항공군을 투르키스탄 MD의 제49항공군으로 합병시키는 결과를 낳았다. 새로운 항공군은 제49항공군 사령부를 물려받았지만, 73항공군은 명목상 여전히 제73AA에 종속되었지만, 이것은 알마티에 본부가 있는 CAMD의 것이 아니라 타슈켄트에 본부가 있는 또 다른 대형이었다.

### 독립 이후
카자흐스탄 독립 선언과 소련의 붕괴 당시에는 제24전투폭격기항공사단을 비롯해 별도의 3개 항공연대가 주둔하고 있었다. 1992년 5월 7일 알마티에서 러시아와 카자흐스탄 정부 대표 간 회의가 열렸고 투르키스탄 군관구의 모든 부대와 편성을 카자흐스탄 권한으로 이양하는 합의가 이루어졌다. 같은 날 누르술탄 나자르바예프 대통령은 카자흐스탄 공화국 국방위원회의 국방부 전환과 카자흐스탄군 창설을 위한 법령에 서명했다.